# Hilola Ortiqboyeva
Hilola Ortiqboyeva (geboren 2005 in Beshbulak, Bezirk Guliston, Provinz Sirdaryo, Usbekistan) ist eine usbekische Judoka und Kurashistin, die in der Gewichtsklasse bis 52 kg auftritt und Mitglied der Nationalmannschaft Usbekistans ist. Sie ist Asienmeisterin im Kurash und Gewinnerin der Asienspiele 2022.

## Leben
Hilola Ortikboeva wurde im Dorf Beshbulak im Bezirk Gulistan in der Provinz Sirdaryo geboren. Mit 8 Jahren begann sie zu kämpfen. Im Jahr 2023 absolvierte sie das Guliston College der Olympischen Reserve.
Anfang 2022 gewann sie in Samarqand bei den usbekischen Meisterschaften im Kurash eine Goldmedaille. Im selben Jahr gewann Hilola Ortiqboyeva in Duschanbe (Tadschikistan) bei den Asienmeisterschaften im Kurash in der Gewichtsklasse bis 52 kg die Goldmedaille und siegte im Finale gegen Chia-Ven Tsou, eine Athletin aus dem chinesischen Taipeh. Später gewann sie bei den Judo-Meisterschaften der Junioren in Usbekistan  eine Bronzemedaille. Am Ende des Jahres gewann sie bei der Weltmeisterschaft im Kurash die Goldmedaille. Und auch beim internationalen Gedächtnisturnier von Uchkun Murodov gewann Hilola im Judo eine Bronzemedaille und eine Bronzemedaille bei der Jugend-Asienmeisterschaft im Judo.
Anfang 2023 gewann Ortiqboyevabei der usbekischen Judo-Meisterschaft der Junioren der Jahrgänge 2003–2004 in der Gewichtsklasse bis 52 kg die Bronzemedaille. Im selben Jahr trafen sich bei den Asiatischen Sommerspielen in Hangzhou (Volksrepublik China) beide Vertreter der usbekischen Nationalmannschaft im Wettbewerb um den Kurash in der Gewichtsklasse bis 52 kg. Am Ende war Hilola stärker und besiegte Sitora Elmurodova.

## Meisterschaften
- 2022

usbekische Meisterin im Kurash
Asienmeisterin im Kurash in der Gewichtsklasse bis 52 kg
Weltmeisterin im Kurash
- 2023

Goldmedaille im Kurash, Gewichtsklasse bis 52 kg bei den asiatischen Sommerspielen